# Список глав государств в 288 году
Список глав государств в 287 году — 288 год — Список глав государств в 289 году — Список глав государств по годам

## Африка
- Мероитское царство (Куш) — Иесбехеамани, царь (286 — 306)

## Азия
- Армения — Тиридат III, царь (287 — 330)
- Вакатака — Праварасена I, император (270 — 330)
- Гассаниды — аль-Харит I ибн Талабах, царь (287 — 307)
- Гупта — Гхатоткача, махараджа (280 — 319)
- Дханьявади — Тюрия Патипат, царь[англ.] (245 — 298)
- Западные Кшатрапы — Бхартрдаман, махакшатрап (282 — 295)
- Иберия — Мириан III, царь (284 — 361)
- Китай (Западная Цзинь) — У-ди (Сыма Янь), император (265 — 290)
- Корея (Период Трех государств):
  - Конфедерация Кая — Мапхум, ван (259 — 291)
  - Когурё — Сочхон, тхэван (270 — 292)
  - Пэкче — Чхэкке, король (286 — 298)
  - Силла — Юре, исагым (284 — 298)
- Лахмиды (Хира) — Амр I ибн Ади, царь (268 — 295)
- Паган — Хти Мин Ин, король[англ.] (242 — 299)
- Персия (Сасаниды) — Бахрам II, шахиншах (276 — 293)
- Раджарата — Махасена, король (277 — 304)
- Тоба — Тоба Чо, вождь (286 — 293)
- Чера — Иламкадунго, царь (287 — 317)
- Япония — Одзин, император (270 — 310)

## Европа
- Боспорское царство — Фофорс, царь (278 — 309)
- Ирландия — Фиаха Срайбтине, верховный король (285 — 322)
- Римская империя:
  - Диоклетиан, римский император (Восток) (284 — 305)
  - Максимиан, римский император (Запад) (286 — 305)
  - Максимиан, консул (288)
  - Помпоний Январиан, консул (288)

## Галерея

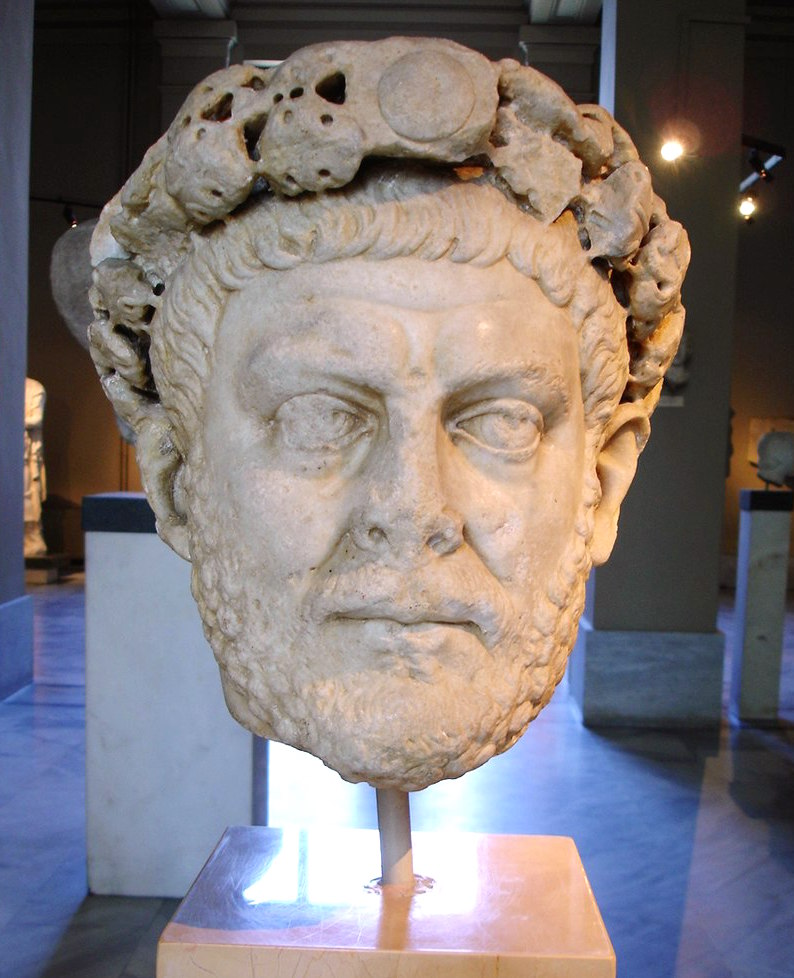
Диоклетиан 284—305 Римский император (Восток)
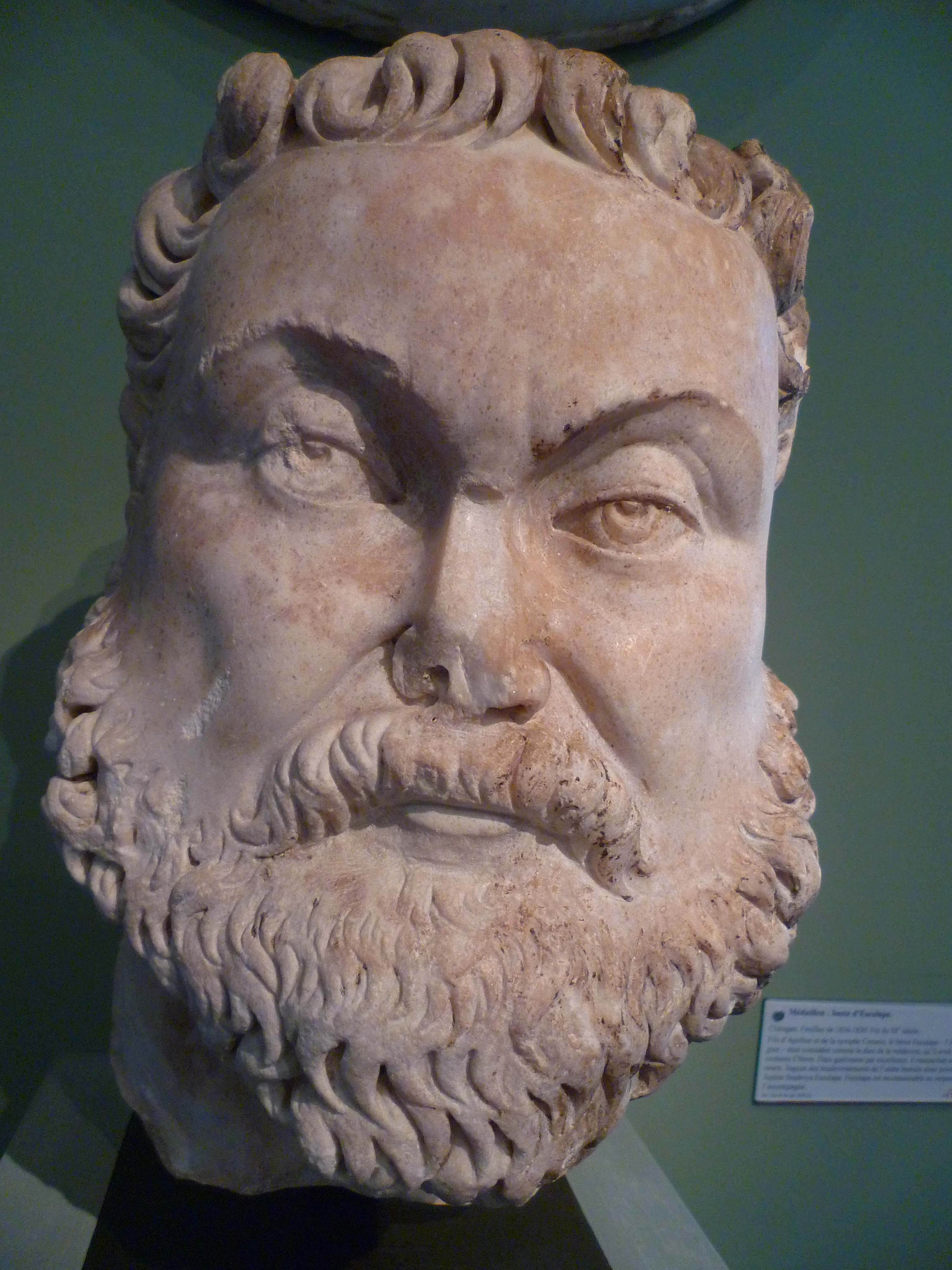
Максимиан 286—305 Римский император (Запад)
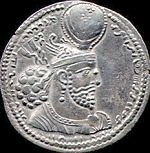
Бахрам II 276—293 Шахиншах Персии
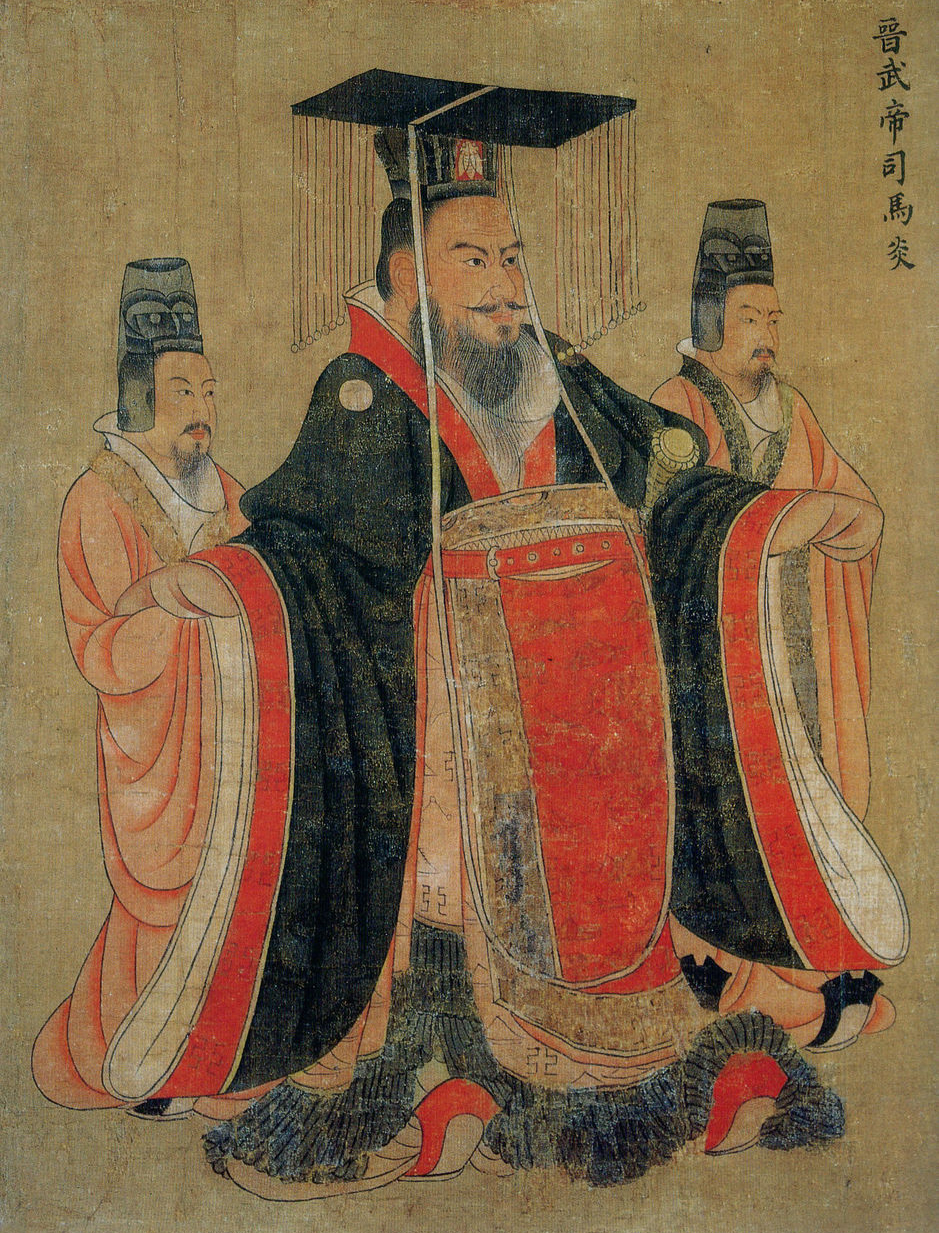
У-ди 265—290 Император Западной Цзинь
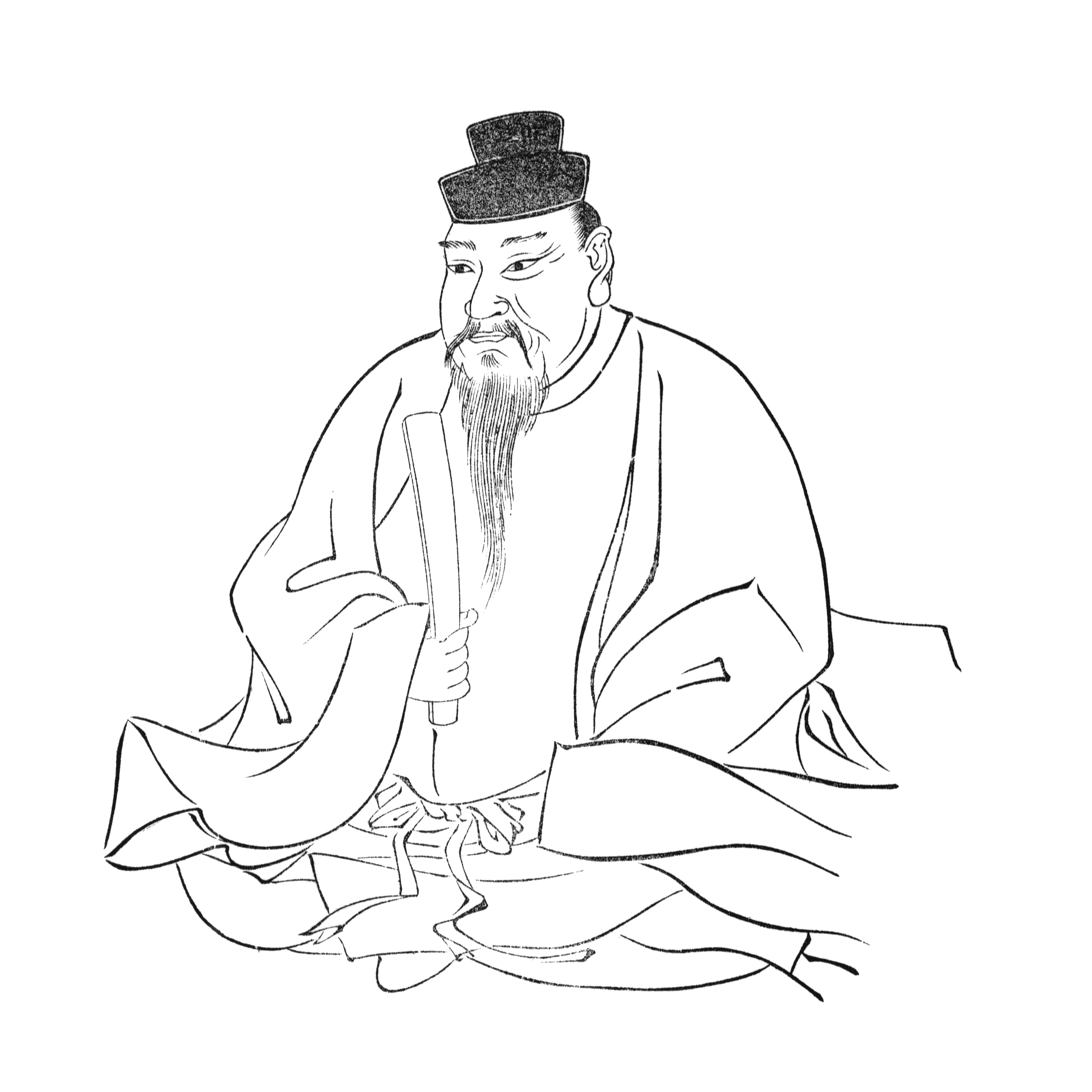
Одзин 270—310 Японский император
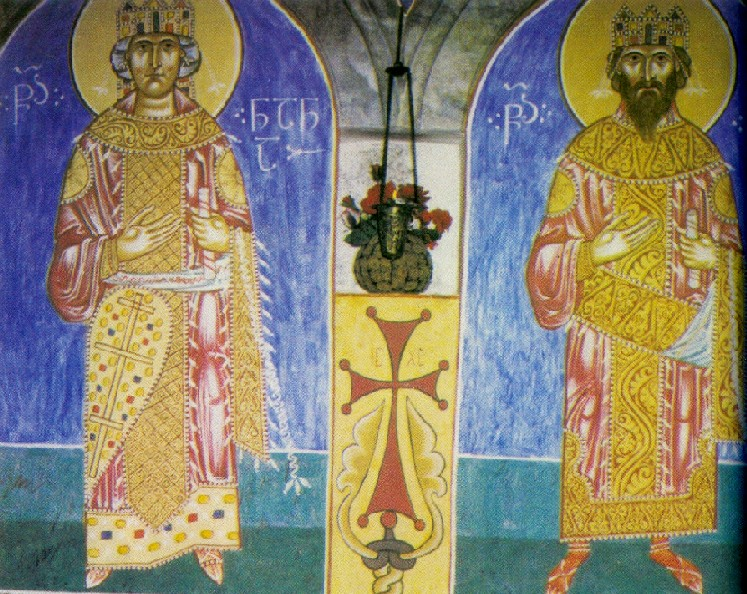
Мириан III 284—361 Царь Иберии